# Shut In (Tancada)
Shut In (Tancada) és una pel·lícula de thriller estatunidenca de 2022 dirigida per D.J. Caruso, escrita per Melanie Toast i protagonitzada per Rainey Qualley, Jake Horowitz, Luciana VanDette i Vincent Gallo. Shut In és la primera pel·lícula original de The Daily Wire i la tercera que s'estrena a la seva plataforma de reproducció en línia. S'ha subtitulat al català.
The Daily Wire va acollir una visualització especial de la pel·lícula el 10 de febrer de 2022 al canal de YouTube de la companyia.

## Repartiment
- Rainey Qualley com a Jessica Nash
- Jake Horowitz com a Rob
- Luciana VanDette com a Lainey Nash
- Vincent Gallo com a Sammy
- Aidan Steimer com a Mason Nash